# Teorema lui Viviani

Pentru orice punct interior P, suma lungimilor perpendicularelor s + t + u este egală cu înălțimea triunghiului echilateral.

Teorema lui Viviani, numită după Vincenzo Viviani⁠(d), afirmă că suma celor mai scurte distanțe de la orice punct interior la laturile unui triunghi echilateral este egală cu lungimea înălțimii triunghiului.  Este o teoremă des folosită în diferite concursuri de matematică, examene de matematică din liceu și are o aplicabilitate largă la multe probleme din lumea reală.